# César Mendoza Durán
César Mendoza Durán (n. 11 septembrie 1918, Santiago de Chile, Chile – d. 13 septembrie 1996, Santiago de Chile, Chile) a fost un politician ce a reprezentat Franța, medaliat olimpic. A participat la o ediție a Jocurilor Olimpice (1952) în care a câștigat o medalie de argint.